# Исаклинский район
Исакли́нский райо́н — административно-территориальная единица (район) и муниципальное образование (муниципальный район) на северо-востоке Самарской области России.
Административный центр — село Исаклы. Расположен в 148 километрах от Самары.

## География
Район расположен в северо-восточной части Самарской области.
Граничит:
- на юге — с Похвистневским районом,
- на западе — с Сергиевским районом,
- на севере — с Шенталинским районом,
- на востоке — с Клявлинским и Камышлинским районами.

Площадь территории муниципального района 1 577 км². Протяжённость административной границы — 314 км. Протяжённость с севера на юг — 62 км, а с запада на восток — 52 км.
Основные реки — Сок, Большой Суруш. Район находится в природной зоне лесостепи, здесь насчитывается более 140 родников и источников, из-за чего регион называют «Край 100 ключей». Здесь добывают и разливают питьевую воду марки « Исаклинская».

## История
Два тысячелетия до нашей эры на территории Исаклинского района проживали племена срубной культуры — земледельцы и охотники. С начала нашей эры регион заселили тюркские народности. В XIII—XV веках земли входили в Золотую Орду, а затем в Казанское ханство. Со второй половины XVI века в составе Московского царства.
1 января 1851 года образовалась Самарская губерния, в состав которой вошли Бузулукский, Бугурусланский и Бугульминский уезды из Оренбургской губернии, Николаевский и Новоузенский — из Саратовской губернии, Ставропольский, Самарский и часть Сызранского — из Симбирской губернии. Таким образом, и будущий Исаклинский район вошёл в состав Самарской губернии.
Исаклинский район образован в 1935 году. 1 февраля 1963 года упразднён, восстановлен 30 декабря 1966 года.

## Население
| 2002    | 2008    | 2010    | 2011    | 2012    | 2013    | 2014    | 2015    | 2016    |
| ------- | ------- | ------- | ------- | ------- | ------- | ------- | ------- | ------- |
| 14 733  | ↘14 056 | ↘13 395 | ↘13 317 | ↘13 162 | ↘13 086 | ↘12 979 | ↘12 875 | ↘12 768 |
| 2017    | 2018    | 2019    | 2020    | 2021    |         |         |         |         |
| ↘12 566 | ↘12 363 | ↘12 150 | ↘12 019 | ↗12 702 |         |         |         |         |

### Национальный состав
По данным Всероссийской переписи населения 2021 года:
| Народ      | Численность, чел. | Доля от всего населения, % |
| ---------- | ----------------- | -------------------------- |
| русские    | 7 009             | 55,18 %                    |
| чуваши     | 3 439             | 27,07 %                    |
| мордва     | 1 353             | 10,65 %                    |
| татары     | 329               | 2,52 %                     |
| другие     | 392               | 3,09 %                     |
| не указали | 180               | 1,42 %                     |
| всего      | 12 702            | 100,00 %                   |

По переписи 2010 года русские — 5 519 чел. (41,4 %), чуваши — 4 773 (35,8 %), мордва — 2 262 (17 %), татары — 362 (2,7 %), другие — 3,1 %.
Демография
На 1 января 2011 года родилось 178 человек, умерло 246 человек. В последние годы наблюдается некоторое повышение рождаемости (2006 г. — 139 чел., 2007 г. — 149 чел., 2008 г. — 157 чел.). В 2010 году в район прибыло 155 человек, убыло из района 167 человек.

## Достопримечательности
Исаклинский район посещают много паломников. Наиболее посещаемый объект — святой источник в селе Старое Вечканово и родник в честь Спаса Нерукотворного в райцентре. Воды озёр Солодовка и Молочка обладают целебными свойствами.
К архитектурному наследию относится деревянная церковь, построенная в 1781 году в селе Малое Ишуткино.

## Муниципально-территориальное устройство
В муниципальный район Исаклинский входят 8 муниципальных образований со статусом сельского поселения:
| № | Муниципальное образование            | Административный центр | Количество населённых пунктов | Население | Площадь, км2 |
| - | ------------------------------------ | ---------------------- | ----------------------------- | --------- | ------------ |
| 1 | сельское поселение Большое Микушкино | село Большое Микушкино | 3                             | ↘1640     | 146,58       |
| 2 | сельское поселение Два Ключа         | деревня Два Ключа      | 5                             | ↗979      | 166,54       |
| 3 | сельское поселение Исаклы            | село Исаклы            | 5                             | ↗4833     | 238,48       |
| 4 | сельское поселение Ключи             | село Ключи             | 13                            | ↗893      | 292,16       |
| 5 | сельское поселение Мордово-Ишуткино  | село Мордово-Ишуткино  | 5                             | ↘815      | 79,58        |
| 6 | сельское поселение Новое Ганькино    | село Новое Ганькино    | 4                             | ↗1118     | 89,49        |
| 7 | сельское поселение Новое Якушкино    | село Новое Якушкино    | 8                             | ↗1314     | 262,12       |
| 8 | сельское поселение Старое Вечканово  | село Старое Вечканово  | 4                             | ↗1110     | 214,92       |

Законом Самарской области от 30 апреля 2015 года № 38-ГД, сельские поселения Мордово-Ишуткино и Мордово-Аделяково преобразованы, путём их объединения, в сельское поселение Мордово-Ишуткино с административным центром в селе Мордово-Ишуткино.

### Населённые пункты
В Исаклинском районе 47 населённых пунктов.
| №  | Населённый пункт   | Тип     | Население | Муниципальное образование            |
| -- | ------------------ | ------- | --------- | ------------------------------------ |
| 1  | Багряш             | село    | 293       | сельское поселение Исаклы            |
| 2  | Большое Микушкино  | село    | ↗981      | сельское поселение Большое Микушкино |
| 3  | Боровка            | посёлок | 0         | сельское поселение Новое Ганькино    |
| 4  | Вербовка           | деревня | 15        | сельское поселение Ключи             |
| 5  | Верхний            | посёлок | 31        | сельское поселение Ключи             |
| 6  | Владимировка       | деревня | 2         | сельское поселение Исаклы            |
| 7  | Ганькин Матак      | деревня | 228       | сельское поселение Новое Ганькино    |
| 8  | Два Ключа          | деревня | 371       | сельское поселение Два Ключа         |
| 9  | Зеленовский        | посёлок | 67        | сельское поселение Ключи             |
| 10 | Зелёный            | посёлок | 55        | сельское поселение Два Ключа         |
| 11 | Ивановка           | посёлок | 43        | сельское поселение Мордово-Ишуткино  |
| 12 | Ильинский          | посёлок | 44        | сельское поселение Ключи             |
| 13 | Исаклы             | село    | ↗4360     | сельское поселение Исаклы            |
| 14 | Каменка            | посёлок | 3         | сельское поселение Новое Ганькино    |
| 15 | Клин               | посёлок | 25        | сельское поселение Ключи             |
| 16 | Ключи              | село    | 252       | сельское поселение Ключи             |
| 17 | Красный Берег      | деревня | 185       | сельское поселение Исаклы            |
| 18 | Лесной             | посёлок | ↘62       | сельское поселение Большое Микушкино |
| 19 | Малое Ишуткино     | село    | 217       | сельское поселение Мордово-Ишуткино  |
| 20 | Малое Микушкино    | деревня | ↗724      | сельское поселение Большое Микушкино |
| 21 | Мордово-Аделяково  | село    | 515       | сельское поселение Мордово-Ишуткино  |
| 22 | Мордово-Ишуткино   | село    | 340       | сельское поселение Мордово-Ишуткино  |
| 23 | Нижний             | посёлок | 0         | сельское поселение Ключи             |
| 24 | Нижняя Алексеевка  | посёлок | 18        | сельское поселение Мордово-Ишуткино  |
| 25 | Никольский         | посёлок | 2         | сельское поселение Ключи             |
| 26 | Новая Боголюбовка  | деревня | 2         | сельское поселение Новое Якушкино    |
| 27 | Новая Чесноковка   | деревня | 79        | сельское поселение Ключи             |
| 28 | Новое Ганькино     | село    | 824       | сельское поселение Новое Ганькино    |
| 29 | Новое Якушкино     | село    | 437       | сельское поселение Новое Якушкино    |
| 30 | Новоключевский     | посёлок | 9         | сельское поселение Ключи             |
| 31 | Новый Байтермиш    | деревня | 48        | сельское поселение Исаклы            |
| 32 | Новый Шунгут       | деревня | 19        | сельское поселение Новое Якушкино    |
| 33 | Преображенка       | село    | 1         | сельское поселение Новое Якушкино    |
| 34 | Пригорки           | посёлок | 116       | сельское поселение Два Ключа         |
| 35 | Самсоновка         | село    | 379       | сельское поселение Новое Якушкино    |
| 36 | Саперкино          | село    | 425       | сельское поселение Два Ключа         |
| 37 | Семь Ключей        | посёлок | 84        | сельское поселение Старое Вечканово  |
| 38 | Смольково          | село    | 227       | сельское поселение Ключи             |
| 39 | Сокский            | посёлок | 712       | сельское поселение Старое Вечканово  |
| 40 | Средний            | посёлок | 1         | сельское поселение Ключи             |
| 41 | Старая Боголюбовка | село    | 12        | сельское поселение Новое Якушкино    |
| 42 | Старая Чесноковка  | село    | 174       | сельское поселение Ключи             |
| 43 | Старое Вечканово   | село    | 307       | сельское поселение Старое Вечканово  |
| 44 | Старый Шунгут      | деревня | 238       | сельское поселение Новое Якушкино    |
| 45 | Сухарь Матак       | деревня | 368       | сельское поселение Новое Якушкино    |
| 46 | Убейкино           | село    | 54        | сельское поселение Два Ключа         |
| 47 | Чёрная Речка       | деревня | 112       | сельское поселение Старое Вечканово  |

Упразднённые населённые пункты:
- 2001 год — поселок Михайловка, село Каргала, деревни Михайловка, Новообошино, Средняя Алексеевка[23].

## Экономика
В районе 17 колхозов, 2 акционерных общества, российско-швейцарская фермерская корпорация, подсобное хозяйство, 31 крестьянское фермерское хозяйство. Имеется 2 банка, страховое общество. В Апреле открывается крупный завод по добыче чистой питьевой воды «Исаклинская».

## Здравоохранение
Исаклинский район обслуживает ГБУЗ Самарской области "Исаклинская центральная районная больница".

## Транспорт
Ближайшей железнодорожная станция: Серные Воды, расположена в 35 км от административного центра, а ближайшая пристань в 168 км в Самаре.

## Знаменитые уроженцы
- Уяр, Хведер (1914—2000) — чувашский писатель. Родился в деревне Сухарь Матак.